# 12493 Minkowski
12493 Minkowski este o planetă minoră (asteroid) din centura de asteroizi. A fost descoperită pe 4 august 1997 la Prescott Observatory⁠(d) de Paul G. Comba⁠(d) și a fost numită după Hermann Minkowski. 
Obiectul prezintă o orbită caracterizată de o semiaxă mare de 3,161945 UAi, o excentricitate de 0,1, o înclinație de 6,7006 ° în raport cu ecliptica.